# Ash (Alien)
Ash este un personaj fictiv din filmul Alien (1979). Rolul lui a fost interpretat de actorul Ian Holm.